# Studie über ein Hochleistungsschnellverkehrssystem
Die Studie über ein Hochleistungsschnellverkehrssystem (Kurzform Hochleistungs-Schnellbahn-Studie [Abk. HSB]; teils auch  	Studie über ein Schnellverkehrssystem; anfangs, als Arbeitstitel, auch als Studie zur Autoschienenbahn bezeichnet) ist eine in den Jahren 1969 bis Ende 1971 im Auftrag des Bundesverkehrsministeriums entwickelte Studie über die Einführung eines Schienenschnellverkehrssystems in Deutschland. Sie gilt als eine der wesentlichen Grundlagen des heutigen Eisenbahn-Hochgeschwindigkeitsverkehrs in der Bundesrepublik.

## Geschichte
In den 1960er Jahren nahm der Straßenverkehr in der Bundesrepublik Deutschland stark zu. Im Jahr 1964 belief sich der volkswirtschaftliche Schaden durch Staus und Unfälle auf etwa 12 Milliarden D-Mark. Der Eisenbahnverkehr war dabei weitgehend geprägt von qualitativen und kapazitiven Engpässen, die wesentliche Verschiebungen des Modal Splits zugunsten der Schiene nicht erwarten ließen. Vor dem Hintergrund steigender Einkommen, zunehmenden Freizeitfahrten, der Konzentration auf Ballungsräume sowie steigender Güterproduktion wurde mit deutlich steigenden Verkehrsbelastungen gerechnet. Erst für das Jahr 1985 rechneten Prognosen mit einer Sättigung des Kraftfahrzeugbedarfs. Der Bedarfsplan für die Bundesfernstraßen sah dabei um 1970 bis zum Jahr 1985 Investitionen von 150 Milliarden D-Mark in das Bundesfernstraßennetz vor. Trotz des hohen Mitteleinsatzes wurde nicht damit gerechnet, mit dem Ausbau der Straßeninfrastruktur den zunehmenden Verkehrsströmen in vollem Umfang Rechnung tragen zu können. Das Projekt geht maßgeblich auf das starke wirtschaftliche Wachstum in den 1960er Jahren zurück.
Vor diesem Hintergrund beauftragte das Bundesministerium für Verkehr in den späten 1960er Jahren zunächst eine Vorstudie. Dieser lag die Idee einer zweigleisigen Hochleistungsschnellbahn zwischen München und Hamburg zugrunde, die über weitere Zugangspunkte in Hannover, Dortmund, Köln, Frankfurt, Mannheim und Stuttgart verfügen sollte. Geprüft wurde dabei zunächst lediglich ein Transport von Lkw. Das Verkehrsaufkommen für die Schnellbahn sollte dabei zu 84 Prozent von der Straße kommen, zu 16 Prozent aus der Eisenbahn. Die ursprüngliche Idee war, das Netz der Bundesautobahnen durch parallel führende Neubaustrecken, in denen Kraftfahrzeuge im Roll-on-Roll-off-Verfahren transportiert werden sollten, zu entlasten.
Darauf baute schließlich die eigentliche Hochleistungs-Schnellbahn-Studie auf, die am 1. August 1969 durch Bundesverkehrsminister Georg Leber beauftragt wurde. Auftragnehmer war die Hochleistungs-Schnellbahn Studiengesellschaft mbH, die sich aus den Gesellschaftern Deutsche Bundesbahn, Strabag Bau-AG, und Messerschmitt-Bölkow-Blohm zusammensetzte. Projektleiter war Götz Heidelberg.
Die zunächst als Autoschienenbahn Studien- und Entwicklungsgesellschaft (ASB) bezeichnete Gesellschaft war bereits 1968 durch die Bundesbahn und Strabag gegründet worden. Sie wurde später in Hochleistungs-Schnellbahn Studiengesellschaft (HSB) umbenannt. Bis 1978 war der Jurist und Verkehrsexperte Herbert Neupert Geschäftsführer der HSB-Studiengesellschaft in München.
In 29 Monaten Bearbeitungszeit wurden 145.000 Arbeitsstunden eingesetzt und EDV-Anlagen im Umfang von rund 100 Stunden genutzt. Unteraufträge an Industrie und Forschung wurden im Umfang von 1,1 Millionen D-Mark vergeben.
Die Studie umfasst einen 101-seitigen Hauptband sowie fünf Nebenbände und wurde planmäßig Ende 1971 abgeschlossen und am 22. Dezember 1971 dem Bundesverkehrsminister übergeben. Ende 1972 erschien ein 87-seitiger Kurzbericht.

### Forschungsauftrag
Das wesentliche Ziel der Studie war zu prüfen, inwieweit das Straßennetz durch eine Verlagerung von Verkehren auf ein spurgeführtes Verkehrsmittel entlastet werden könne. Eine Hochleistungsschnellbahn sollte dabei den nord- und süddeutschen Raum mit hoher Geschwindigkeit miteinander verbinden. Ob und in welcher Weise eine solche Strecke auch von konventionellen Eisenbahnzügen mit benutzt werden konnte, war zunächst offen und wurde ebenfalls untersucht.
Der Studie lag dabei ein breiter Forschungsauftrag zugrunde. Unter Einbeziehung aller denkbaren Technologien sollte ein Verkehrssystem der Zukunft entwickelt werden. Die Konzeption sah vor, vorhandene Verkehrssysteme nicht zu ersetzen, sondern dort zu ergänzen, wo diese an Leistungs- und Kapazitätsgrenzen stoßen würden. Die avisierte Hochleistungsschnellbahn sollte weniger den Charakter eines Flächenverkehrsmittels, sondern eher den einer Hauptmagistrale haben. Im Güterverkehr sollten Lkw und Container im Huckepackverkehr transportiert werden. Im Personenverkehr war auch die Mitnahme von Pkw angedacht.
Ausgehend von den Forderungen an ein Hochleistungsschnellverkehrssystem wurden Grundannahmen abgeleitet. Darauf aufbauend wurden elf verschiedene Bereiche eingehend untersucht, Lösungen entwickelt und optimiert. Über mehrere Zwischenschritte wurde letztlich der volkswirtschaftliche Erfolg der verschiedenen Lösungen anhand einer Kosten-Nutzen-Analyse bewertet. Für einige Modellkonfigurationen wurden auch betriebswirtschaftliche Betrachtungen herangezogen.
Im Rahmen der Studie wurden auch zahlreiche technische Lösungen geprüft, darunter auch Magnetschwebe- und Luftkissentechnik sowie konventionelle Schienensysteme mit einer von der Normalspur abweichenden Spurweite, mitunter auch mit mehr als zwei Schienen. Zu den wesentlichen weiteren Themen gehörten die Gestaltung des Fahrwegs sowie der Betriebsablauf und die Betriebseinrichtungen. Die Vorteile des Straßenverkehrssystems (gute Verteilermöglichkeiten, Präzision und Sicherheit des Transportvorganges) sollten mit einer hohen Betriebsgeschwindigkeit verbunden werden. Mit der Hochleistungsschnellbahn sollten die vorhandenen Verkehrssysteme entlastet und von Komponenten befreit werden, die ihre Leistungsfähigkeit beschränkten.

### Ergebnisse
Ausgehend von Grundannahmen und Anforderungen an ein neues Verkehrssystem wurde ein spurgeführtes Transportsystem zur Beförderungen von Personen und Kraftfahrzeugen mit hoher Geschwindigkeit auf eigenen, unabhängigen Strecken entwickelt. Dabei sollte ein Anschluss an vorhandene Verkehrssysteme insbesondere durch den Transport von Lkw und Pkw in geschlossenen Wagen erfolgen, wobei spezielle Bahnhöfe mit Zu- und Abfahrtsmöglichkeiten angelegt werden sollten.
Die Studie erwartete deutlich verbesserte Verkehrsverhältnisse zwischen dem nord- und süddeutschen Raum nach der Inbetriebnahme einer solchen Hochleistungsschnellbahn. Auch Wirtschaftlichkeit, Reisezeit, Transportangebot, Fahrkomfort und Umweltbelastung sollten sich wesentlich verbessern. 1985 sollten etwa 30 Prozent des gesamten bundesdeutschen Lkw-Aufkommens (in Tonnenkilometer) auf die Hochleistungsschnellbahn abwandern, entsprechend etwa 11 Mio. Lkw-Kilometern je Tag. Im Personenverkehr sollte, je nach Geschwindigkeit des neuen Verkehrssystems, mit einer Entlastung der Straßen um 8 bis 15 Mio. Personenkilometern je Tag gerechnet. Der Transport von Personen und Fahrzeugen sollte dabei kostendeckend erfolgen.
Als wirtschaftlich günstigste Trasse wurde eine 886 km lange Linie (so genannte C-Linie) von Hamburg über Bremen, Bielefeld/Osnabrück, Dortmund, Köln, Frankfurt, Mannheim und Stuttgart nach München führende Trasse identifiziert. Für jeden dieser Verdichtungsräume war dabei ein eigener Bahnhof vorgesehen. Zu einem späteren Zeitpunkt sollte das Netz um eine 772 km lange „große 8“ mit Schnittpunkt in Frankfurt ergänzt werden.
Für den entsprechenden Verkehr wurden drei Alternativen vorgeschlagen:
- Gemeinsame Züge für Personen, Pkw und Lkw mit einer Geschwindigkeit von 275 bis 375 km/h
- Schnelle, aber getrennte Züge für Personen und für Kraftfahrzeuge
- Eine schnelle Trasse für Personenverkehr und, parallel dazu, eine für niedrigere Geschwindigkeiten ausgelegte Strecke für Pkw und Lkw. Während für den reinen Personenverkehr eine Magnetbahn mit bis zu 500 km/h Höchstgeschwindigkeit vorgeschlagen war, wurden im Rad/Schiene-System 275 km/h für möglich gehalten.

Eine Schnellbahn für reinen Personenverkehr (ohne Pkw-Transport) sah die Studie nicht vor.

## Kritik
Kritiker bemängelten, dass die Trasse den Grundgedanken der Raumordnungspolitik zuwidergelaufen wäre, der eine ausreichende Versorgung mit Verkehrsinfrastruktur und eine angemessene Verkehrsbedienung für alle Teilräume des Bundesgebietes vorsah. Die Realisierung der HSB hätten ohnehin schon vorhandene und wachsende Disparitäten auf diesem Gebiet weiter verstärkt.
Auch die Annahme eines unbegrenzten Wirtschaftswachstums, das der Studie zu Grunde lag, wurde in den 1970er Jahren kritisiert.
Ebenfalls kritisiert wurde, dass wesentliche Aspekte in der Studie nicht berücksichtigt wurden: Effizienzreserven des bestehenden Schienennetzes, neue Konkurrenz durch Großflugzeuge (Airbus) und die zahlreichen bei Umsetzung der Vorschläge notwendigen Umbauten am Straßennetz. Auch könne die HSB nicht isoliert, ohne Betrachtung europäischer Rahmenbedingungen, betrachtet werden.

## Auswirkungen
Die Überlegungen der HSB führten zu einem Netz von Neu- und Ausbaustrecken, das 1973 in den ersten Bundesverkehrswegeplan aufgenommen wurde.
Unmittelbar realisiert wurden die Schnellfahrstrecken Hannover–Würzburg (Baubeginn 1973) und Mannheim–Stuttgart (Baubeginn 1976). Die beiden zwischen 1979 und 1991 eröffneten Strecken markierten den Beginn des Eisenbahn-Hochgeschwindigkeitsverkehrs in Deutschland. Gleichzeitig ermöglichten die Strecken schnellen Güterzügen den Nachtsprung zwischen Nord- und Süddeutschland.
Während die Planung für die ersten Neubaustrecken ursprünglich, entsprechend den Vorschlägen der Hochleistungs-Schnellbahn-Studie, einen Transport von Lkw-Aufliegern in geschlossenen Eisenbahnwagen vorsahen, wurden diese Pläne 1975 verworfen, nachdem Untersuchungen ergeben hatten, dass den Mehrkosten in Höhe von etwa zehn Prozent für ein Großlichtraumprofil keine hinreichend großen Mehrerträge durch den Huckepackschnellverkehr entgegenstanden. Letztlich entstanden damit konventionelle Eisenbahnstrecken, die planerisch und technisch für den Geschwindigkeitsbereich zwischen 250 und 300 km/h ausgelegt waren und dem Einsatz des Intercity-Express den Weg bereiteten.
Nach der Studie wurde die Forschung an Magnetschnellbahnen (später Transrapid genannt) stärker vorangetrieben.